# Čep - Nedelišće
Čep - Nedelišće este o arie protejată (sit de importanță comunitară — SCI) din Croația întinsă pe o suprafață de 82,8 ha, integral pe uscat.

## Localizare
Centrul sitului Čep - Nedelišće este situat la coordonatele 46°20′54″N 16°23′25″E / 46.348324°N 16.390295°E.

## Înființare
Situl Čep - Nedelišće a fost declarat sit de importanță comunitară în iulie 2013 pentru a proteja un număr necunoscut de specii din flora spontană și fauna sălbatică aflate în arealul zonei.

## Biodiversitate
Situată în ecoregiunea continentală, aria protejată conține 1 habitat natural: Păduri de stejar sau de stejar și carpen sub-atlantice și medio-europene de Carpinion betuli.
La baza desemnării sitului se află un număr nedeclarat de specii protejate.